# Pilodeudorix azurea
Pilodeudorix azurea is een vlinder uit de familie van de Lycaenidae. De wetenschappelijke naam van de soort is voor het eerst gepubliceerd in 1964 door Henri Stempffer.

## Verspreiding
De soort komt voor in het primaire regenwoud van Congo-Brazzaville, Congo-Kinshasa, Oeganda, Kenia en Zambia.

## Ondersoorten
- Pilodeudorix azurea azurea (Stempffer, 1964) (Congo-Brazzaville, Congo-Kinshasa, Oeganda)
- Pilodeudorix (Pilodeudorix) azurea collinsi Libert, 2004 (Kenia, Zambia)
  - = Hypokopelates azurea collinsi Libert, 2004